# Pheniramine
Pheniramine (tên thương mại Avil và các tên khác) là một loại thuốc kháng histamine có đặc tính kháng cholinergic được sử dụng để điều trị các bệnh dị ứng như sốt cỏ khô hoặc nổi mề đay. Nó có tác dụng an thần tương đối mạnh, và đôi khi có thể được sử dụng ngoài nhãn như một loại thuốc ngủ không kê đơn theo cách tương tự như các thuốc kháng histamine an thần khác như diphenhydramine. Pheniramine cũng thường được tìm thấy trong thuốc nhỏ mắt được sử dụng để điều trị viêm kết mạc dị ứng.
Nó được cấp bằng sáng chế vào năm 1948. Pheniramine thường được bán kết hợp với các loại thuốc khác, thay vì dưới dạng thuốc độc lập, mặc dù một số công thức có sẵn có chứa pheniramine.

## Tác dụng phụ
Pheniramine có thể gây buồn ngủ hoặc nhịp tim chậm, và dùng quá liều có thể dẫn đến rối loạn giấc ngủ.
Quá liều dùng có thể dẫn đến co giật, đặc biệt là kết hợp với rượu.
Những người dùng thuốc kết hợp với cortisol trong thời gian dài nên tránh pheniramine vì nó có thể làm giảm nồng độ adrenaline (epinephrine) có thể dẫn đến mất ý thức.
Pheniramine là một chất gây mê (ảo giác) ở liều gay độc. Việc sử dụng coricidin một cách giải trí cho tác dụng phân ly (gây ảo giác) của dextromethorphan là nguy hiểm vì nó cũng chứa chlorpheniramine.

## Dẫn xuất hóa học
Sự halogen hóa của pheniramine làm tăng hiệu lực của nó lên gấp 20 lần. Các dẫn xuất halogen của pheniramine bao gồm chlorphenamine, brompheniramine, dexchlorpheniramine, dexbrompheniramine và zimelidine. Hai dẫn xuất halogen khác, fluorpheniramine và iodopheniramine, hiện đang được sử dụng để nghiên cứu về các liệu pháp kết hợp cho bệnh sốt rét và một số bệnh ung thư.